# Kattriket
Kattriket är en roman författad av den kinesiske författaren Lao She. Boken skrevs 1932 och är en satirisk roman.  
Boken är ursprungligen författad på kinesiska (mandarin) "Mao Cheng Ji" (貓城記) ("Sagan om Kattstaden"), men den har översatts till en mängd andra språk, bland annat svenska. En del ser boken som science fiction och därmed ett av Kinas första science fiction-verk. I Sverige lanserades Kattriket som science fiction.

## Handling
Bokens huvudperson är en kines som är ute på en rymdfärd och kraschar på planeten Mars. Där hamnar han i ett land befolkat av varelser som till hälften är katter och till hälften människor. Han kan fritt röra sig i landet och iaktta sakernas tillstånd. Befolkningen är moraliskt, ekonomiskt och på alla sätt helt förfallna och korrupta. Ingen grupp i samhället skonas. Många paralleller kan dras till tillståndet i Kina under 1930-talet. 

### Tolkning
En tolkning, som Lao She själv bekräftat, är att kattfolket symboliserar dåtidens kineser och utlänningarna är japaner, som bara väntar på att kattfolket gör slut på sig själva, innan de enkelt invaderar.